# Bolesław Kominek
Bolesław Kominek (Wodzisław Śląski, 23 dicembre 1903 – Breslavia, 10 marzo 1974) è stato un cardinale e arcivescovo cattolico polacco.
Fu nominato cardinale della Chiesa cattolica da papa Paolo VI.

## Biografia
Nacque a Wodzisław Śląski il 23 dicembre 1903.
Papa Paolo VI lo elevò al rango di cardinale nel concistoro del 5 marzo 1973.
Morì a Breslavia il 10 marzo 1974 all'età di 70 anni.

## Genealogia episcopale e successione apostolica
La genealogia episcopale è:
- Cardinale Scipione Rebiba
- Cardinale Giulio Antonio Santori
- Cardinale Girolamo Bernerio, O.P.
- Arcivescovo Galeazzo Sanvitale
- Cardinale Ludovico Ludovisi
- Cardinale Luigi Caetani
- Cardinale Ulderico Carpegna
- Cardinale Paluzzo Paluzzi Altieri degli Albertoni
- Papa Benedetto XIII
- Papa Benedetto XIV
- Papa Clemente XIII
- Cardinale Enrico Benedetto Stuart
- Papa Leone XII
- Cardinale Chiarissimo Falconieri Mellini
- Cardinale Camillo Di Pietro
- Cardinale Mieczysław Halka Ledóchowski
- Cardinale Jan Maurycy Paweł Puzyna de Kosielsko
- Vescovo Anatol Wincenty Nowak
- Vescovo Franciszek Barda
- Cardinale Bolesław Kominek

La successione apostolica è:
- Vescovo Pawel Latusek (1962)